# Герб Сёуда
Герб Сёуда (норв. Sauda) — опознавательно-правовой знак города и коммуны Сёуда губернии Ругаланн в Норвегии, составленный и употребляемый в соответствии с геральдическими (гербоведческими) правилами, и являющийся официальным знаком города и муниципального образования и символизирующий его достоинство и административное значение.
Герб Сёуда был утверждён 14 мая 1976 года.

## Описание
На геральдическом щите помещены 3 вертикальные зигзагообразные серебряные линии на лазоревом поле, которые символизируют реку, как источник гидроэнергетики.
Исторически в муниципалитете существовало большое количество водяных мельниц, которые обеспечивали возможности для развития металлорудной отрасли. В настоящее время в Сёуда развита плавильная промышленность руды в действующих здесь печах.